# Triancyra australis
Triancyra australis là một loài tò vò trong họ Ichneumonidae.